# Вильманнс, Вильгельм
Франц Вильгельм Вильманнс (нем. Franz Wilhelm Wilmanns; 1842—1911) — немецкий учёный-германист и педагог; профессор немецкого языка в Грайфсвальдском и Боннском университетах.

## Биография
Родился 14 марта 1842 года в Йютербоге в земле Бранденбург в семье королевского прусского советника по строительству Франца Вильманнса. Во второй половине 1840-х годов его отца перевели в Берлин, где Вильгельм с 1852 года посещал гимназию «Grauen Kloster». 
В 1860 году он начал изучать классическую филологию и немецкий язык в Берлинском университете. Среди его академических учителей были Август Бёк, Иоганн Густав Дройзен, Мориц Гаупт и Адольф Тренделенбург, но прежде всего Карл Виктор Мюлленхофф и Эмиль Хюбнер. В 1864 году Вильманнс написал диссертацию на тему «De Didascaliis Terentianis», за которую получил докторскую степень.
По окончании университета в течение трёх лет он был частным репетитором (в том числе и в Англии), затем преподавал в гимназии «Grauen Kloster», которую когда-то окончил.
В 1874 году Вильгельм Вильманнс был назначен профессором немецкого языка в Грайфсвальдском университете.
В 1877 году Вильманнс сменил Карла Йозефа Зимрока на кафедре древнегерманской литературы в Боннском университете (в 1897—1898 годах был ректором).
В 1906 году был избран членом-корреспондентом Прусской академии наук. Помимо этого его заслуги были отмечены членством в Гёттингенской академии наук.
Скончался 29 января 1911 года в Бонне.
Из работ Вильманнс наибольшее научное значение имеют следующие труды: ставшая классической 4-томная «Грамматика немецкого языка» («Grammatik der deutschen Sprache», 1893) и историко-литературное исследование о Вальтере фон дер Фогельвейде («Leben und Dichten Walthers von der Vogelweide», 1882), представляющее интерес как со стороны привлеченного к изучению материала, так и по анализу произведений этого крупнейшего лирика немецкого средневековья.